# Plectrocnemia praestans
Plectrocnemia praestans là một loài Trichoptera trong họ Polycentropodidae. Chúng phân bố ở miền Cổ bắc.